# St. Afra (Lachen)

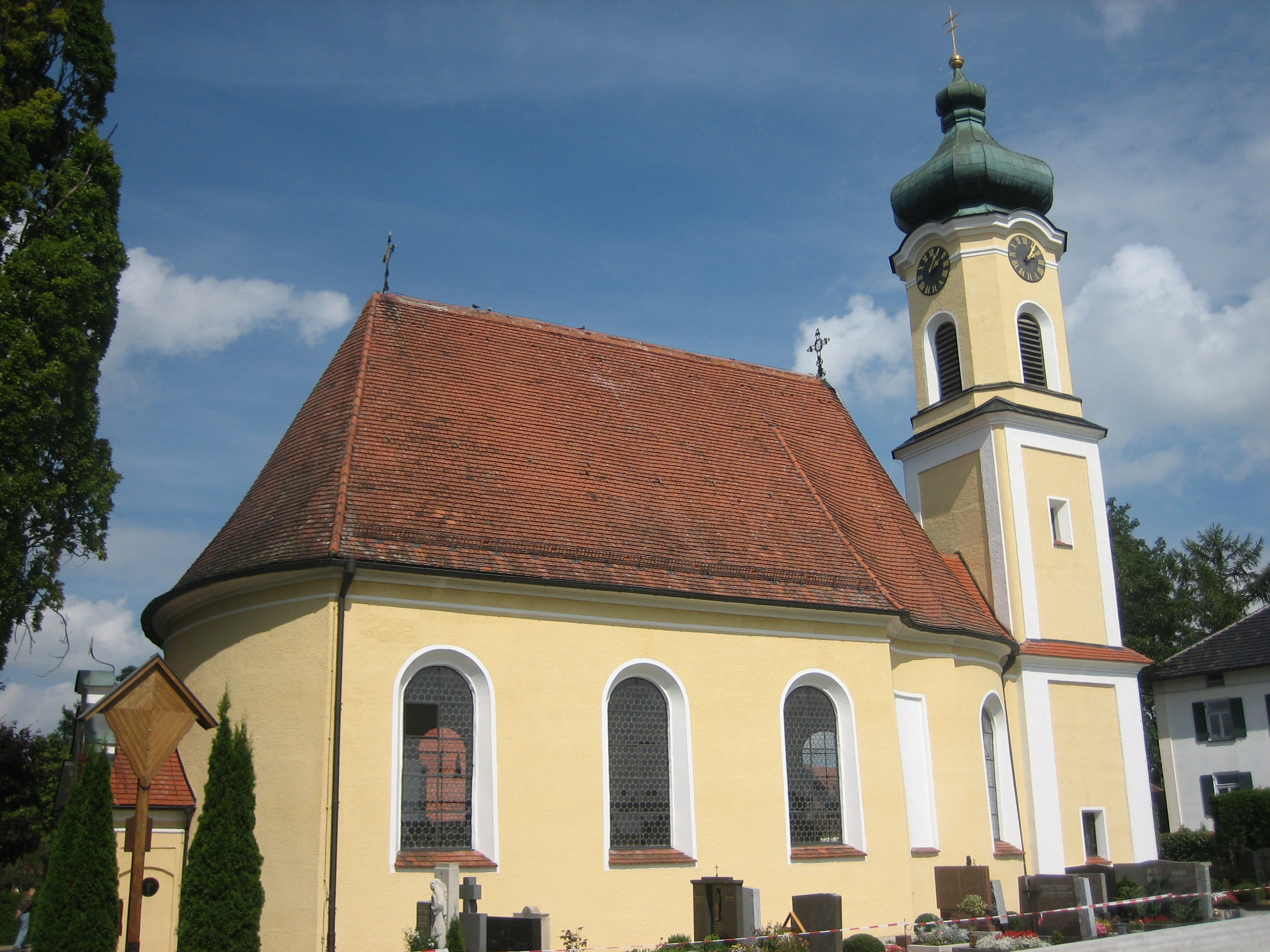
Kirche St. Afra in Lachen

St. Afra ist die katholische Pfarrkirche in Lachen im oberschwäbischen Landkreis Unterallgäu in Bayern. Die denkmalgeschützte Kirche wurde 1747 erbaut und trägt das Patrozinium der heiligen Afra.

## Geschichte

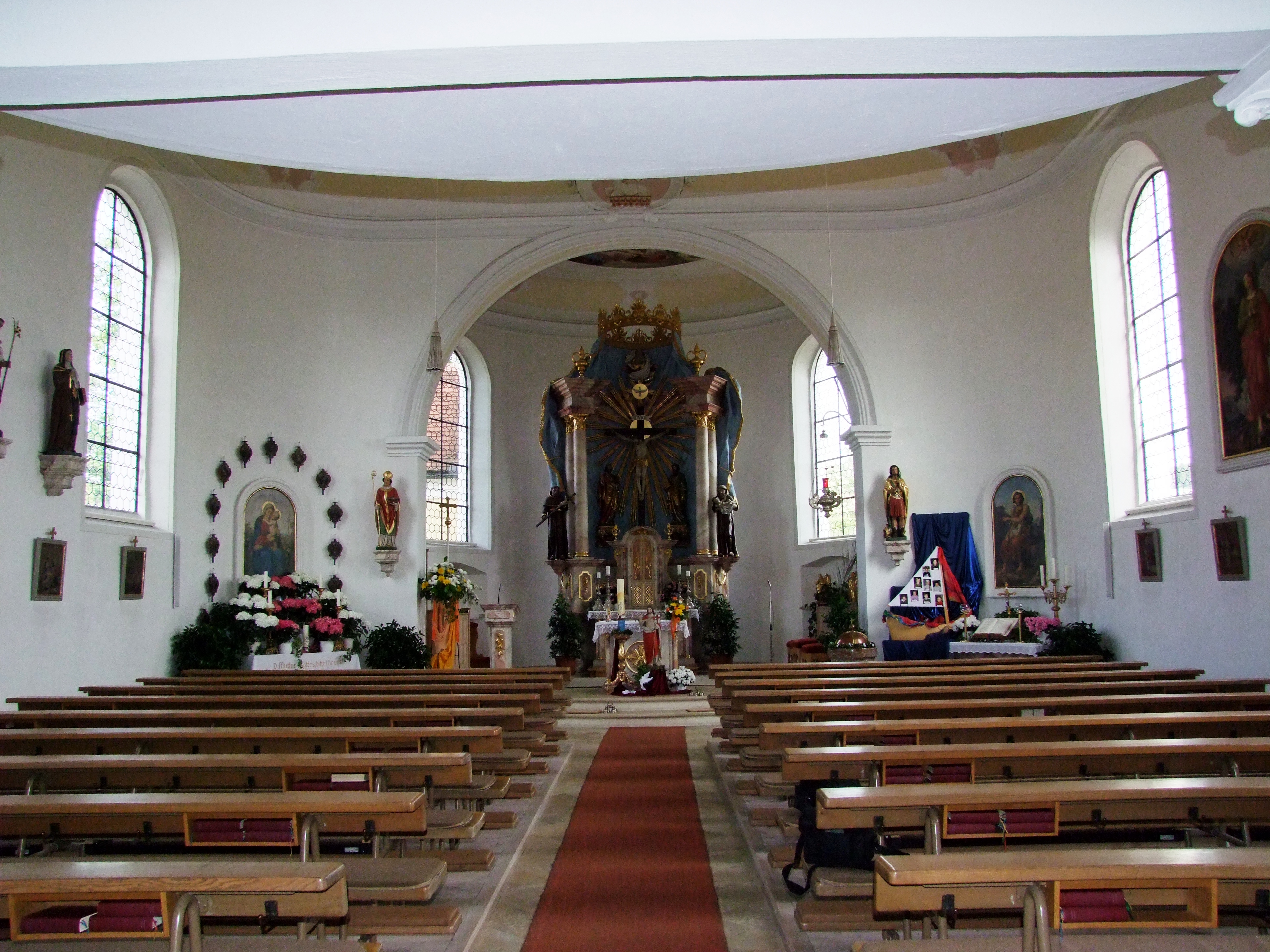
Innenansicht

Die ursprüngliche St.-Afra-Kirche befand sich nicht in Lachen, sondern im nahegelegenen Theinselberg. Durch die Einführung des reformierten Bekenntnisses im Jahre 1558/59 durch Philipp von Pappenheim in seinen Besitzungen verloren die Katholiken ihre Kirche. Im Jahre 1713 begann Abt Rupert II. von Ottobeuren in Theinselberg den Neubau einer katholischen Kirche zu Ehren der heiligen Afra. Dieser Kirchenbau wurde 1746 durch einen Blitzschlag zerstört. Einen Wiederaufbau in Theinselberg verhinderte die reformierte Bevölkerung gewaltsam. 1747 wurde mit dem Bau einer neuen Pfarrkirche St. Afra begonnen, jedoch nicht mehr in Theinselberg, sondern in Lachen. Die Pfarrkirche St. Afra wurde 1773 geweiht.
Im Jahr 1905 wurden der Kirchturm und die Sakristei errichtet. 1953 fand eine umfangreiche Renovierung der Pfarrkirche statt. Sie erhielt in diesem Zusammenhang auch neue Altäre, die am 29. Oktober 1953 durch den Bischof von Augsburg Joseph Freundorfer konsekriert wurden. Eine weitere Renovierung erfolgte vom April 2017 bis März 2018.

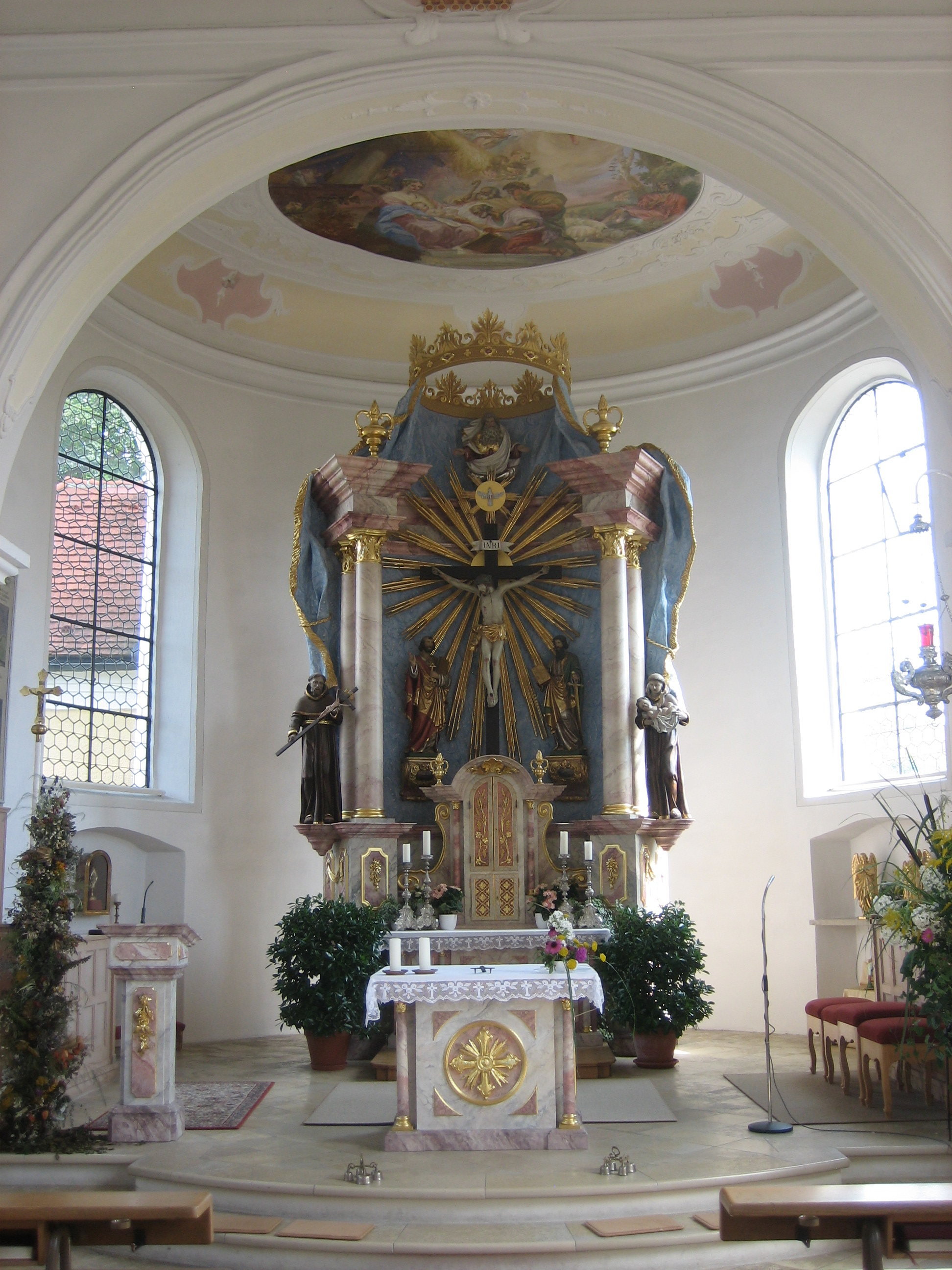
Hochaltar
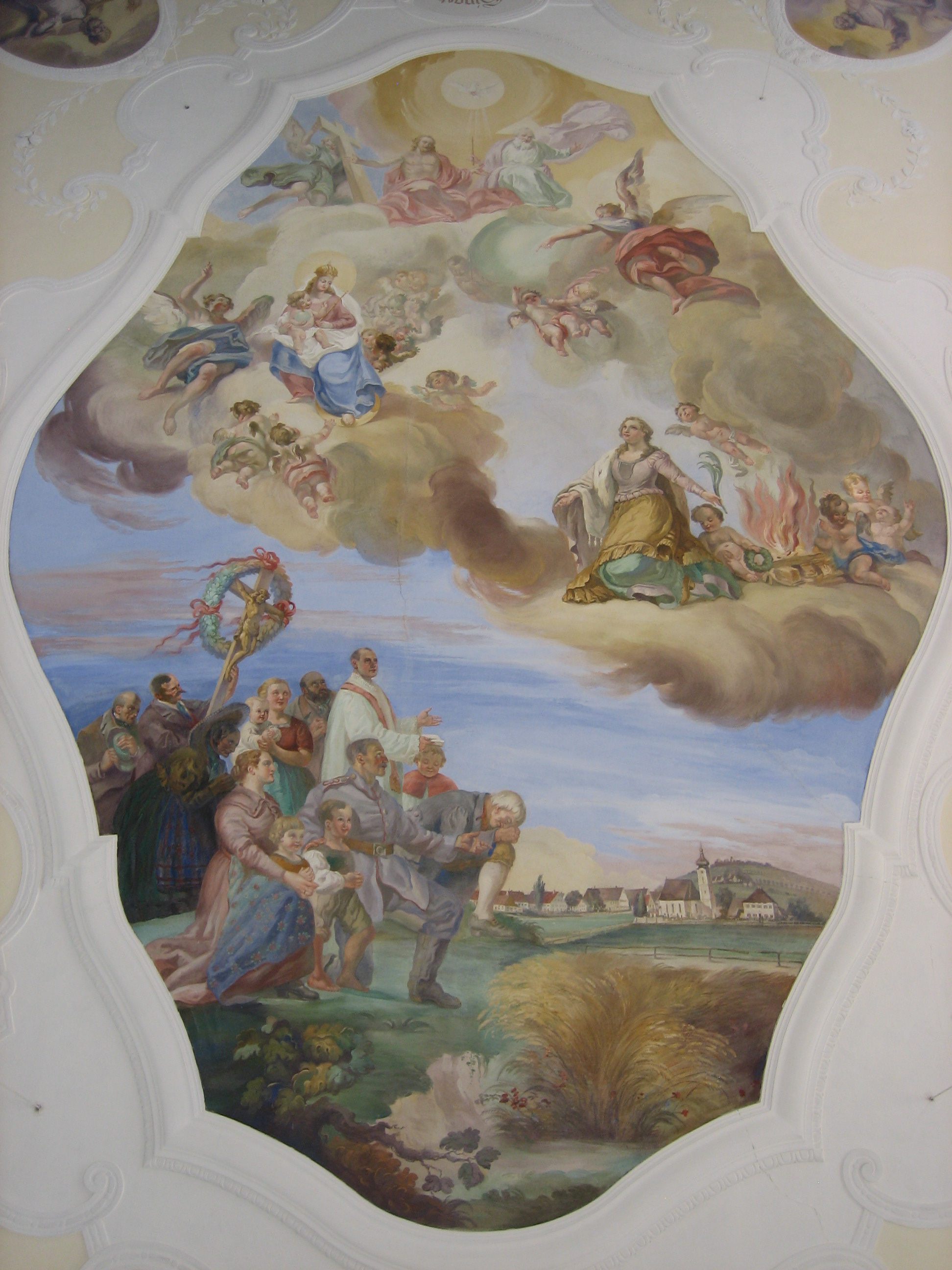
Deckengemälde von 1920
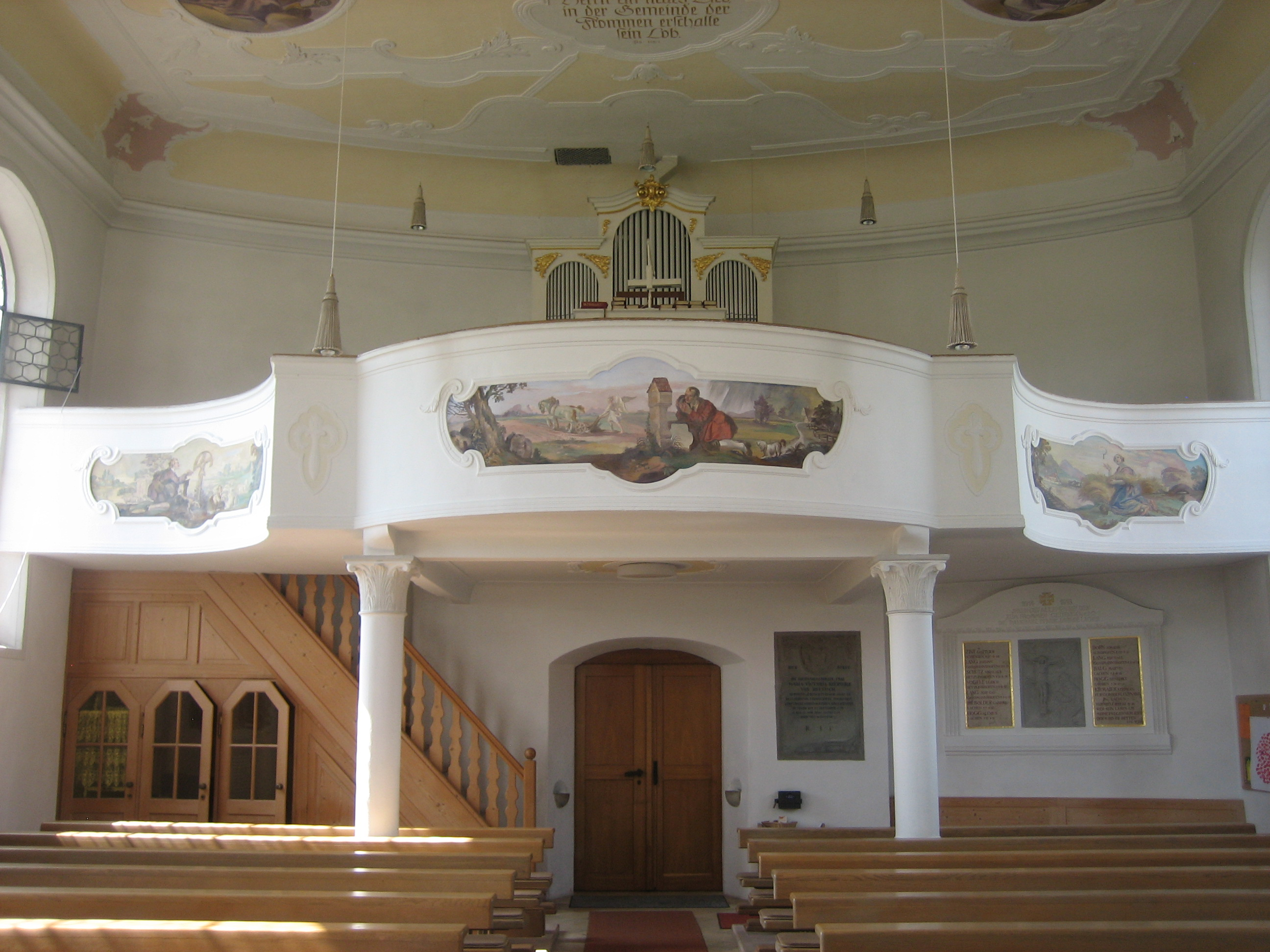
Empore mit Orgel